# South Bound Brook
South Bound Brook ist eine Stadt im Somerset County, New Jersey, USA. Das U.S. Census Bureau ermittelte bei der Volkszählung 2020 eine Einwohnerzahl von 4863.
In der Stadt befindet sich die St. Andrew Memorial Church, die Kathedrale der Ukrainisch-orthodoxen Kirche der USA, auf deren angegliederten Friedhof zahlreiche ukrainische Emigranten beerdigt sind.

## Geographie
Die geographischen Koordinaten der Stadt sind 40°33'14" nördliche Breite und 74°31'47" westliche Länge.
Nach den Angaben des United States Census Bureaus hat die Stadt eine Gesamtfläche von 2,0 km2, wobei keine Wasserflächen miteinberechnet sind.

## Demographie
Nach der Volkszählung von 2000 gibt es 4.492 Menschen, 1.632 Haushalte und 1.103 Familien in der Stadt. Die Bevölkerungsdichte beträgt 2.223,6 Einwohner pro km2. 78,01 % der Bevölkerung sind Weiße, 7,77 % Afroamerikaner, 0,27 % amerikanische Ureinwohner, 4,10 % Asiaten, 0,04 % pazifische Insulaner, 6,57 % anderer Herkunft und 3,25 % Mischlinge. 22,89 % sind Latinos unterschiedlicher Abstammung.
Von den 1.632 Haushalten haben 31,3 % Kinder unter 18 Jahre. 51,0 % davon sind verheiratete, zusammenlebende Paare, 10,8 % sind alleinerziehende Mütter, 32,4 % sind keine Familien, 25,1 % bestehen aus Singlehaushalten und in 8,0 % Menschen sind älter als 65. Die Durchschnittshaushaltsgröße beträgt 2,75, die Durchschnittsfamiliengröße 3,31.
23,5 % der Bevölkerung sind unter 18 Jahre alt, 8,8 % zwischen 18 und 24, 36,2 % zwischen 25 und 44, 21,1 % zwischen 45 und 64, 10,5 % älter als 65. Das Durchschnittsalter beträgt 35 Jahre. Das Verhältnis Frauen zu Männer beträgt 100:105,2, für Menschen älter als 18 Jahre beträgt das Verhältnis 100:100,4.
Das jährliche Durchschnittseinkommen der Haushalte beträgt 48.984 USD, das Durchschnittseinkommen der Familien 58.214 USD. Männer haben ein Durchschnittseinkommen von 36.955 USD, Frauen 30.082 USD. Der Prokopfeinkommen der Stadt beträgt 21.131 USD. 6,7 % der Bevölkerung und 3,6 % der Familien leben unterhalb der Armutsgrenze, davon sind 5,5 % Kinder oder Jugendliche jünger als 18 Jahre und 10,1 % der Menschen sind älter als 65.